# Refugio de la Renclusa
El Refugio de la Renclusa es un refugio de montaña situado en la vertiente norte del macizo de la Maladeta, el más alto de la ladera sur del Pirineo. 
Administrativamente está situado en el término municipal de Benasque, comarca de la Ribagorza, provincia de Huesca, comunidad autónoma de Aragón (España).
Tiene una capacidad de 93 plazas y es el punto de partida más común para ascender al pico Aneto (3404 m s. n. m.), el más alto de los Pirineos, lo cual lo convierte en uno de los más importantes de la cordillera. 
Está situado a 2140 metros sobre el nivel del mar y se accede mediante un sendero que sale de La Besurta, situada a poco más de 1900 metros de altitud; un área recreativa a la que en los meses de verano se puede acceder en autobús de línea.

## Descripción

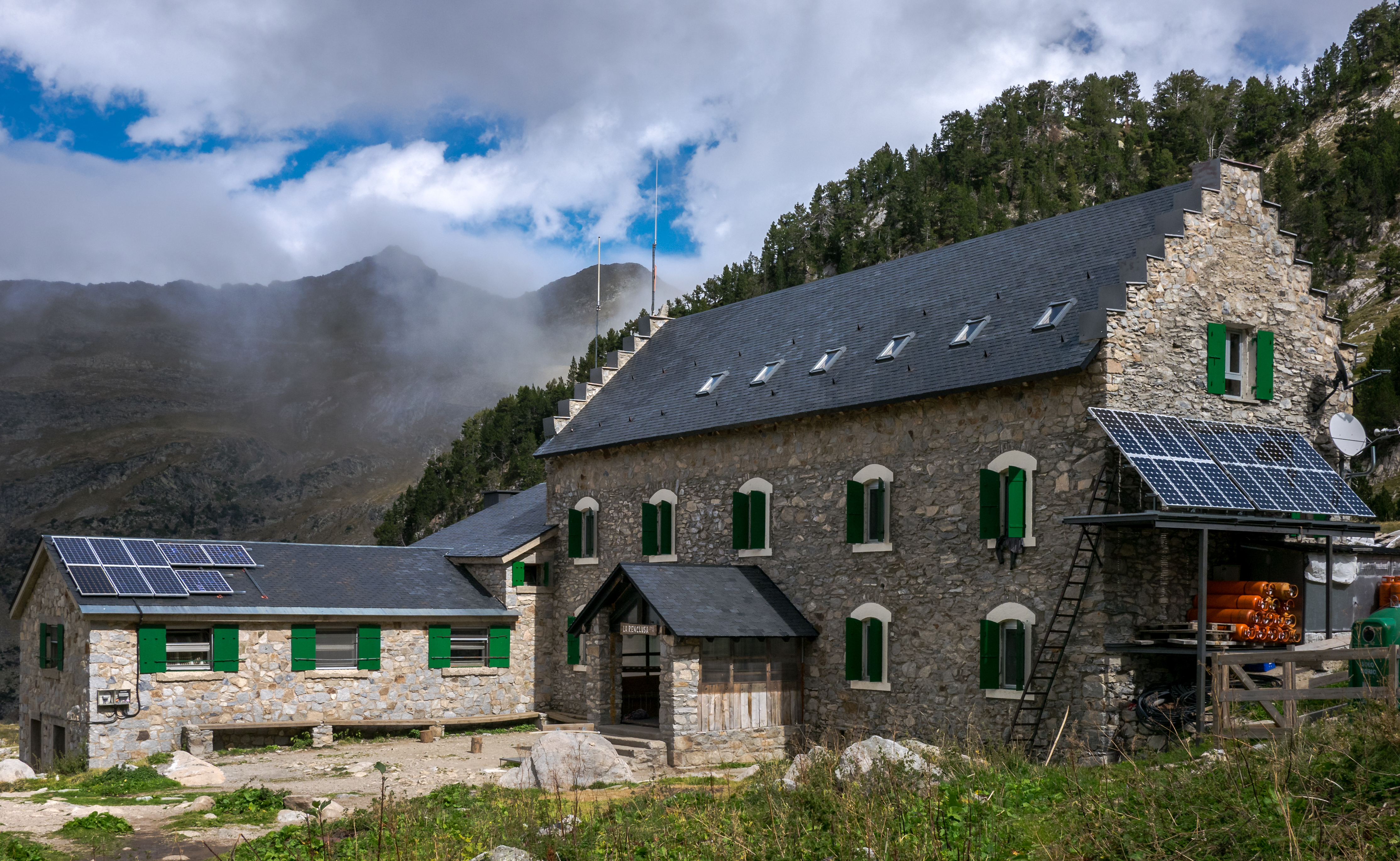
Refugio de la Renclusa.

El Refugio de la Renclusa está gestionado por la Federación Aragonesa de Montañismo (FAM), el Ayuntamiento de Benasque y el Centro Excursionista de Cataluña (CEC), y guardado por Antonio Lafon. En 1912 se construyó un pequeño refugio de montaña en el lugar que ocupa el actual, ampliado y reformado varias veces. Actualmente cuenta con los siguientes servicios: 
- 93 camas.
- Mantas.
- Agua corriente.
- Inodoros dentro del refugio.
- Bar y servicio de comidas.
- Servicio de guías.
- Alquiler de material.
- Teléfono y sistema de telecomunicaciones para socorro.
- Guardado todo el año.

Se encuentra a los pies del macizo de las Maladetas y es el núcleo habitado más alto de dicho macizo. Lleva el nombre de La Renclusa porque está bajo la Tuca de la Plleta de la Rencllusa, a veces abreviada como "Tuca de la Rencllusa" en su lengua propia, el valbenasqués o vallbenasqués, e incorrectamente llamada en castellano "Pico de la Renclusa". La Tuca se eleva hasta los 2679 metros de altitud.  
En algunos inviernos, el refugio queda casi oculto por la nieve y es difícil distinguirlo del paisaje blanco, ya que las nevadas, a partir de octubre y noviembre, son habituales hasta aproximadamente el mes de mayo. El período de heladas se inicia en octubre y se extiende incluso hasta junio, y todos los años se baja de -15 grados, incluso se ha llegado a -20, ya que se trata de una zona con clima de alta montaña.
La Renclusa posee estación meteorológica propia, de la red NIMET de la Agencia Estatal de Meteorología -AEMET-, que se puede consultar en el parte diario de NIMET, previo pago. No obstante, los datos son irregulares ya que no todos los días las condiciones de accesibilidad a la estación son las óptimas, así que no puede haber continuidad del 100% en los datos.